# Mary M'Mukindia
Mary M'Mukindia est une femme d'affaires kényane et experte en pétrochimie.

## Biographie
Mary Kimotho M'Mukindia est née dans les années 1950 et elle est d'origine Meru. Elle est scolarisée au Kenya et au Royaume-Uni. Elle est diplômée de l'Université de Nairobi. Elle entre dans l'industrie pétrolière et gazière. Elle est décorée du Moran of the Burning Spear, la 3ème classe de l'ordre Order of the Burning Spear, en 2007.
M'Mukindia est une ancienne PDG de la National Oil Corporation du  Kenya.
Elle était la confidente de l'homme d'affaires et politicien Njenga Karume (en). Avant de mourir d'un cancer en 2013, il avait créé la Fondation Njenga Karume, conçue pour gérer son héritage. Un conseil d'administration a été choisi pour gérer ces intérêts, et il a été dirigé par M'Mukinda.
En 2013, Martha Karua, ancienne ministre de la justice, s'est présentée sans succès pour la Présidence du Kenya et Mary M'Mukindia a dirigé sa campagne. En décembre 2015 Karua admet avoir reçu un « don » de plusieurs millions de livres lors de sa campagne présidentielle, émanant de l'entreprise British American Tobacco. Karua a dit qu'elle pensait que la contribution provenant de Paul Hopkins, employé chez BAT, était un don personnel. L'argent a été versé selon Karua par l'intermédiaire de M'Mukindia. Il a été allégué que l'argent a été donné en retour pour les détails de la technologie que le Kenya allait utiliser pour identifier la contrebande illégale de tabac. Aucune charge n'a été retenue contre elles dans cette affaire, qui contraste avec la réputation d'incorruptibilité de Martha Karua.
Entre-temps, M'Mukindia est devenue membre du conseil d'administration de l'Autorité fiscale du Kenya.